# Aditi Ashok
Aditi Ashok (Bangalor, 29 de março de 1998) é uma golfista profissional indiana. Representou a Índia no golfe nos Jogos Olímpicos de Verão de 2016 no Rio de Janeiro.